# Selecció de futbol de Nova Zelanda sub-17
La selecció de futbol de Nova Zelanda sub-17 és l'equip nacional de futbol per a menors de disset anys de Nova Zelanda i forma part de la Federació de Futbol de Nova Zelanda. La selecció neozelandesa sub-17 ha participat en cinc ocasions en la Copa del Món de Futbol Sub-17: el 1997, el 1999, el 2007, el 2009 i el 2011. L'equip és conegut com als «Young All Whites», els «All Whites» sent l'àlies comú per a la selecció nacional neozelandesa.

## Resultats

### Copa del Món Sub-17
- 1985 a 1996 — No es classificà
- 1997 — Primera fase
- 1999 — Primera fase
- 2001 a 2005 — No es classificà
- 2007 — Primera fase
- 2009 — Vuitens de final
- 2011 — Vuitens de final
- 2013 —

### Campionat Sub-17 de l'OFC
- 1983 — Subcampió
- 1986 — Subcampió
- 1989 — Subcampió
- 1991 — Subcampió
- 1993 — Primera fase
- 1995 — Subcampió
- 1997 — Campió
- 1999 — Primera fase
- 2001 — Subcampió
- 2003 — Primera fase
- 2005 — Primera fase
- 2007 — Campió
- 2009 — Campió
- 2011 — Campió
- 2013 — Campió
- 2015 —